# Jerzy Krzysztoń
Jerzy Krzysztoń (23. března 1931 Lublin – 16. května 1982 Varšava) byl polský prozaik, dramatik, reportér a překladatel.

## Život
Narodil se 23. března 1931 v Lublinu. Dětství a raná školní léta strávil v Grodně. V roce 1940 byl spolu s matkou a bratrem vyvezen do Kazachstánu, kde navštěvoval ruskou školu. V roce 1942 odešel, společně s polskou armádou generála Anderse, do Íránu. V letech 1944-1947 přebýval v Indii a následně v Ugandě, kde navštěvoval polskou školu a působil v pionýrské organizaci. V červenci 1948 se společně s rodinou vrátil do Polska a do rodného Lublinu. Tu roku 1949 získal maturitu na Všeobecně-vzdělávacím lyceu S. Staszice, následně na Katolické univerzitě v Lublinu studoval polonistiku a anglistiku. V roce 1952 se přestěhoval do Varšavy, kde pracoval ve spolku Pax: v redakci Dziś i jutro, a taktéž byl redaktorem týdeníku Kierunki. Mezitím pokračoval ve studiích a v roce 1953 skončil studium polonistiky a v roce 1955 anglistiky. V roce 1956 změnil práci a stal se ředitelem Redakce rozhlasových pořadů Polského rádia.
Do literatury vstoupil roku 1949 povídkou Wspomnienia indyjskie („Indické vzpomínky“), která se později stala základem sbírky „Indické povídky“ (1953) zasvěcené civilistům, kteří přežili zajetí v SSSR během 2. světové války, a odešli odtud společně s armádou generále Władysławe Anderse. Později napsal řadu povídek i románů. Cennými jsou jeho reportáže z pobytu v USA „Skok w Eldorado“ („Skok do Eldoráda“, 1967). Ve své tvorbě používal různé literární formy, např. černý humor, grotesku i symbolizmus. Byl též autorem početných rozhlasových pořadů a taktéž překládal povídky a romány z anglického jazyka.
V roce 1953 dostal Literární cenu mladých W. Pietrzaka, a vedle mnohých jiných oceněních jej ocenili také za činnost v rádiu – byla mu udělena cena Ministra národní obrany za cyklus rozhlasových pořadů Poláci na frontách 2. světové války. Kromě toho byl roku 1974 vyznamenán „Zlatým křížem za zásluhy“, a také dostal „Kavalírský kříž řádu obrození Polska“ roku 1982.
V posledních letech života Krzysztoń chřadl a pravidelně přebýval v psychiatrickém ústavě. Třídílný román Šílenství, který tehdy napsal, je jeho nejrozsáhlejším a nejslavnějším dílem. Je nevšední nejenom detailními popisy choroby člověka, ale rovněž promyšleně vytvořeným chorobopisem civilizace.
Zemřel tragicky 16. května 1982 ve Varšavě – spáchal sebevraždu.

## Dílo

### Povídky
- Indické povídky (Wspomnienia indyjskie, 1949)
- Tajemství a jiné povídky (Sekret i inne opowiadania, 1956)
- Sandžu a Pavel (Sandżu i Paweł, 1959)
- Zlatá svatba (Złote Gody, 1965)
- Radostná slečna (Panna radosna, 1969)
- Revers na dospělost (Cyrograf dojrzałości, 1975)

### Romány
- Kamenné nebe (Kamienne niebo, 1958)
- Velbloud na stepi (Wielbłąd na stepie, 1978)
- Šílenství (Obłęd, 1980)
- Jižný kříž (Krzyż południa, 1983) (vydaný posmrtně)

### Jiné
- Cyklus reportáží z pobytu v USA Skok do Eldoráda (Skok w Eldorado, 1967)

### Rozhlasové hry
- 1958 Rodina smolařů (Rodzina pechowców)
- 1965 Ten neznámý (Ten nieznajomy)
- 1970 Alibi čili Rodinka se baví (Alibi, czyli igraszki rodzinne); V Českém rozhlasu realizováno v roce 1970. Překlad Jaroslav Simonides, režie: Jana Bezdíčková, hráli: Miloš Nedbal, Slávka Budínová, Petr Haničinec, Otomar Krejča mladší [1]
- 1973 Spod Verdunu (Chłopcy spod Verdun)
- 1973 Sakramentská úleva (Sakramencka ulewa)